# Crudia aequalis
Crudia aequalis är en ärtväxtart som beskrevs av Adolpho Ducke. Crudia aequalis ingår i släktet Crudia, och familjen ärtväxter. Inga underarter finns listade i Catalogue of Life.